# 黑洞与时间弯曲
《黑洞与时间弯曲——爱因斯坦的幽灵》（英語：Black Holes and Time Warps: Einstein's Outrageous Legacy）是物理学家基普·索恩于1994年出版的一本科普书籍，简要介绍了黑洞理论在二十世纪的起源与发展。
全书共十四章，大致以时间顺序讲述相关理论的发展。内容涉及到与黑洞有关的各种理论与实验，主要包括爱因斯坦的狭义相对论与广义相对论，星体的引力坍缩（白矮星、中子星、黑洞），黑洞无毛定理，对黑洞的搜寻（X射线观测、射电观测、光学观测），引力波天文学，黑洞理论的不同范式、黑洞热力学、黑洞蒸发理论、引力奇点、虫洞与时间机器等。
该书中文版由李泳翻译，为第一推动丛书中的一册。